# Планеризм
Планеризм (планёрный спорт) — вид активного отдыха и вид спорта, в котором пилоты летают без использования тяги на специализированных летательных аппаратах, называемых «планёрами». При хороших погодных условиях опытные пилоты могут совершить перелёт на расстояние в 100 километров до возвращения на домашний аэродром; иногда протяжённость полёта достигает 1000 километров и более. Тем не менее при ухудшении погоды может возникнуть необходимость приземления в незапланированном месте, но пилоты мотопланёров могут избежать этого, запустив двигатель.
В то время как для большинства планеристов их увлечение является только видом активного отдыха, ряд опытных пилотов принимают участие в соревнованиях, пролетая по заранее определённым маршрутам. На этих соревнованиях планеристы проявляют свои умения оптимального использования местных погодных условий, а также демонстрируют своё лётное мастерство. Во многих странах организовываются региональные и национальные соревнования по планёрному спорту, а также проводятся чемпионаты мира. Классической дисциплиной планёрного спорта являются полёты по заданному маршруту на скорость.
Для запуска планёра обычно используются самолёты, лебёдки или буксировка автомобилем. Для этих и других способов (кроме самозапуска мотопланёров) планеристу требуется посторонняя помощь. Клубы планёрного спорта организованы таким образом, чтобы аэродромы и оборудование использовались совместно, осуществлялось обучение новых пилотов и поддерживались высокие стандарты безопасности.

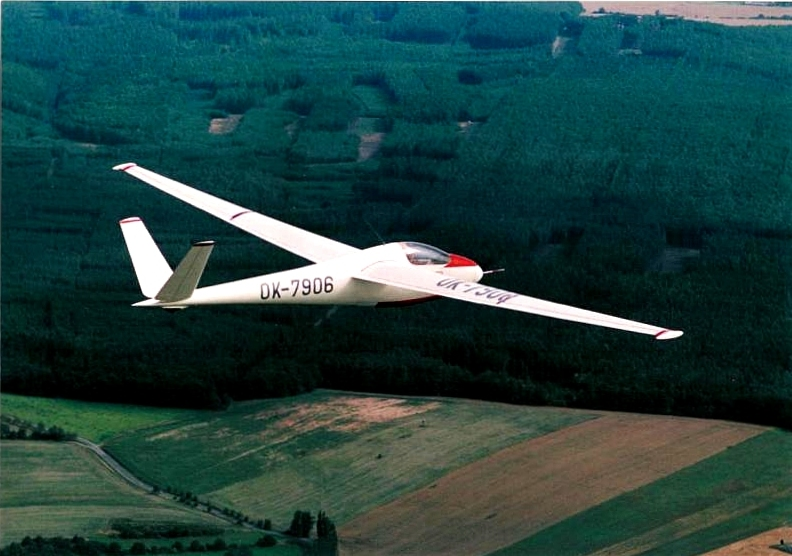
Планёр Антонов А-15

## История
История создания аппаратов тяжелее воздуха заняла половину столетия от махолёта сэра Джорджа Кэйли в 1853 году до первого самолёта братьев Райт. Однако планёрный спорт как вид спорта появился только после Первой мировой войны как следствие Версальского мирного договора, который накладывал серьёзные ограничения на изготовление и использование одноместных моторных самолётов в Германии. Таким образом, в 1920—1930-х годах, пока авиаторы и авиаконструкторы во всём мире работали над усовершенствованием моторного самолёта, немцы разрабатывали, совершенствовали и летали на всё более эффективных планёрах, находя способы использования природных сил в атмосфере, чтобы совершать всё более дальние полёты с большей скоростью. Активная поддержка правительства обеспечила подготовку опытных лётчиков для военных самолётов ко времени, когда нацистская Германия аннулировала Версальские соглашения и стала готовиться ко Второй мировой войне, тем не менее, для большинства планеристов их спорт не имел никакого военного подтекста.
Первые соревнования по планёрному спорту в Германии состоялись на Вассеркуппе в 1920 году. Их организатором выступил Оскар Урсинус. Время лучшего полёта составило две минуты, был установлен мировой рекорд дальности — 2 км. В течение последующих десяти лет эти соревнования стали международными, а планеристы показывали всё лучшие результаты продолжительности и дальности полёта. В 1931 году Гюнтер Грёнхофф пролетел 272 км из Мюнхена в Чехословакию, дальше, чем это считалось возможным.

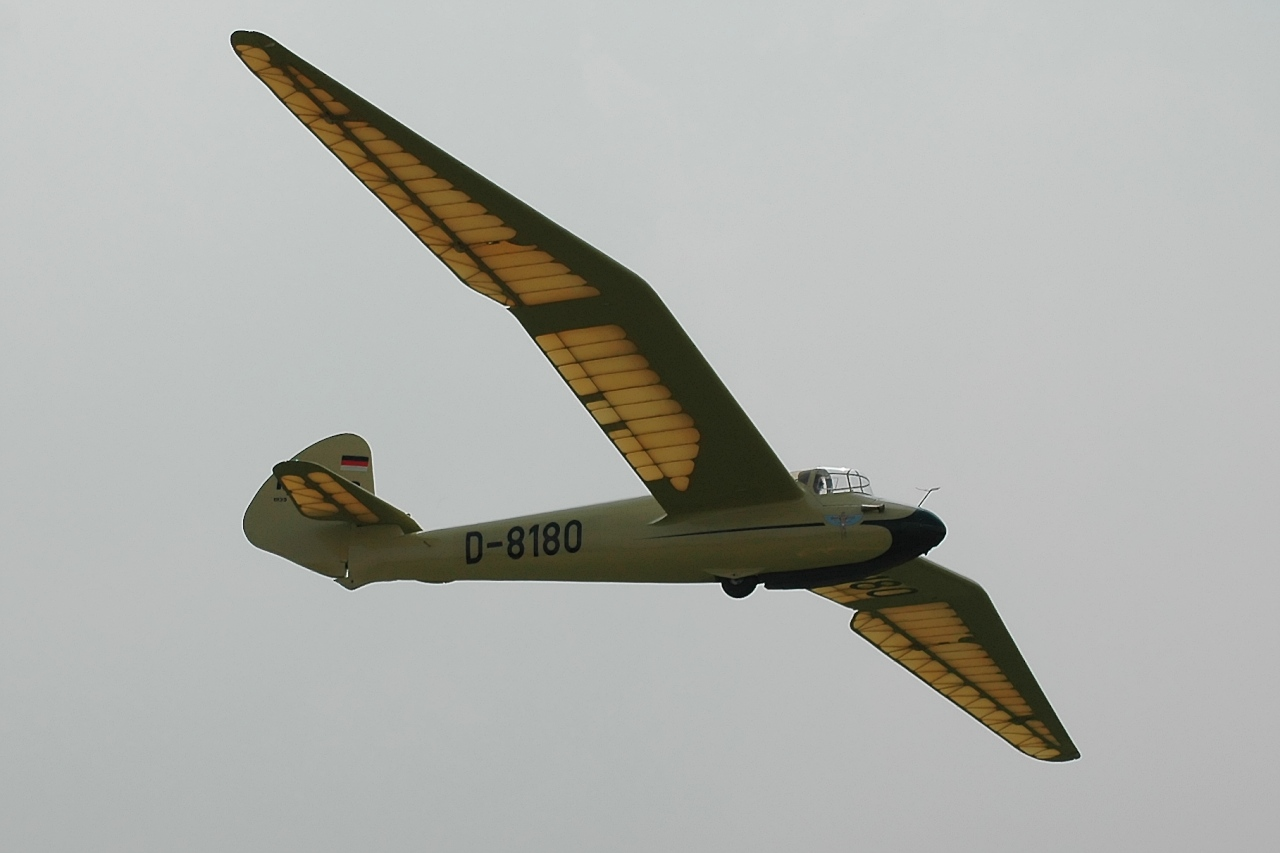
Планёр «крыло чайки» Göppingen Gö 3 Minimoa, производившийся в Германии с 1936 года

В 1930-х годах планёрный спорт получил распространение во многих странах. В программе летних Олимпийских игр 1936 года в Берлине прошли показательные соревнования по планёрному спорту, и он должен был стать олимпийским видом спорта на Играх 1940 года. Для этого в Германии был разработан планёр «Олимпия», но Олимпийские игры не состоялись в связи с началом Второй мировой войны. К 1939 году основные рекорды в планёрном спорте были установлены советскими спортсменами, в том числе рекорд дальности 748 км.
Во время войны развитие планёрного спорта в Европе было приостановлено. Несмотря на то, что в ряде военных операций Второй мировой войны были задействованы военные планёры, они планировали, не используя восходящих потоков воздуха и не связаны с планёрным спортом. Тем не менее, ряд немецких асов, включая Эриха Хартманна, начинали свою карьеру с обучения полёту на планёрах.
Планёрный спорт не стал Олимпийским видом после войны по двум причинам: во-первых, после войны сказалась нехватка планёров; во-вторых, не был найден компромисс относительно единой модели планёра для соревнований (в сообществе планеристов были опасения, что принятие стандарта будет препятствовать развитию новых моделей).
Введение авиационных видов спорта, таких как планёрный, в олимпийскую программу предлагались руководством Международной авиационной федерации, но эти инициативы было отклонены в связи с недостаточным общественным интересом.
Во многих странах в 1950-х годах многие подготовленные пилоты хотели продолжить летать. Среди них были также авиационные инженеры. Они создавали клубы и мастерские по изготовлению планёров, многие из которых существуют по сегодняшний день. Это способствовало развитию техники планирующего полёта и планёров, например, количество членов Американского общества планёрного спорта возросло с 1000 членов до существующего общего количества 12 500. Увеличение количества пилотов, повышение их квалификации и технологический прогресс дали возможность устанавливать новые рекорды, например, довоенный рекорд высоты полёта был удвоен в 1950 году, а первый полёт на 1000 км был осуществлён в 1964 году. Новые материалы, такие как стекловолокно и углеродное волокно, новые формы крыла и профилей, электроника, GPS и более точное прогнозирование погоды позволили многим пилотам совершать полёты, которые до этого считались невозможными. К сегодняшнему дню более 500 пилотов совершили перелёт более чем на 1000 км.
Вместо Олимпийских игр проводится Чемпионат мира по планёрному спорту. Первый чемпионат был проведён в Вассеркуппе в 1937 году. После Второй мировой войны Чемпионат стал проводиться с периодичностью один раз в два года. На сегодняшний день проводятся соревнования в шести классах для обоих полов, кроме того существует три класса для женщин и два для юношеской возрастной категории. Германия, страна, где родился планёрный спорт, до сегодняшнего дня является мировым центром планёрного спорта, в ней проживает около 30% планеристов мира и три крупнейших производителя планёров также находятся в Германии. Тем не менее, этот вид спорта популярен во многих странах и по состоянию на 2004 год зарегистрировано 116 000 активных пилотов-планеристов и неизвестное число военных курсантов-планеристов. Ежегодно многие люди совершают свой первый полет на планёре. При этом не имеет значения, являются ли их страны равнинными или гористыми, жаркими или умеренными, так как планёры могут летать в большей части земного шара.

### Развитие планёрного спорта России и СССР
В Российской империи первые кружки планеристов были созданы в начале XX века в Москве, Тбилиси, Киеве, Петербурге и Крыму.
Началом массового развития планёрного спорта в СССР считаются первые всесоюзные планёрные испытания 7 ноября 1923 года в Коктебеле, на которых были зафиксированы первые рекорды СССР.
Одним из инициаторов слёта был Константин Арцеулов. Hа первых испытаниях было представлено 9 моделей планёров. Первым рекордсменом слёта стал Леонид Юнгмейстер на планёре А-5 модели Арцеулова. Среди конструкторов планёров первого слёта были С. В. Ильюшин, М. К. Тихонравов, В. П. Ветчинкин и Б. И. Черановский.
В дальнейшем до 1935 года в Крыму ежегодно проводились слёты планеристов, на которых устанавливались рекорды мира и СССР. В это же время в стране строились планёры оригинальных конструкций, например, БП-2 (ЦАГИ-2).
Развитие планеризма в СССР связано с ОСОАВИАХИМом (с 1951 года — ДОСААФ). Его расцвет пришёлся на 1920—1930-е годы, когда начался настоящий бум планёрных школ, добравшийся даже до провинции (см., например, Ливенская лётно-планерная школа).
В 1934 году было учреждено звание мастера планёрного спорта СССР. К 1941 году советским планеристам принадлежало 13 мировых рекордов из 18, регистрировавшихся Международной авиационной федерацией. В 1948 году создана всесоюзная секция планёрного спорта (в 1960 году вошла в состав Федерации авиационного спорта СССР), с 1966 года — самостоятельная федерация планёрного спорта. В 1949 году планёрный спорт был включён в Единую всесоюзную спортивную классификацию, проводились чемпионаты СССР по планёрному спорту.
Федерация планерного спорта России учреждена 2 ноября 1994 года.
Согласно положению о всероссийских соревнованиях по планёрному спорту (2009 год), соревнования проводятся в следующих основных дисциплинах:
- полёты по заданному маршруту;
- полёты по заданному маршруту через назначенные области;
- полёты по маршруту, выбранному пилотом;
- полёт на расстояние через назначенные области;
- полёт на расстояние по выбору пилота.

К концу существования СССР из республик наибольшее распространение планеризм получил в Литве.

## Парящий полёт

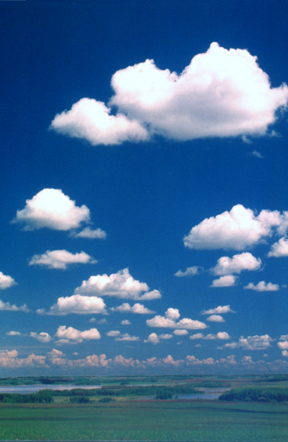
Хорошая погода для полётов: хорошо сформированные кучевые облака с тёмным низом предполагают наличие термиков и лёгкий ветер.

Планеристы могут находиться в воздухе в течение многих часов, пролетая через его слои, которые поднимаются вверх быстрее, чем сам планёр снижается, таким образом накапливая потенциальную энергию. Наиболее распространённые виды восходящих потоков:
- термики (термические потоки) (восходящие потоки тёплого воздуха);
- Потоки обтекания (могут быть найдены там, где ветер сталкивается с вертикальным препятствием и вынужден подниматься вверх); и
- Волновые потоки (постоянные волны в земной атмосфере, аналогичные ряби на поверхности потока воды).

Потоки обтекания редко позволяют пилотам подниматься выше, чем на 600 м от поверхности земли; термики, в зависимости от климатических условий и ландшафта, могут позволить подниматься до 3000 м на равнине и намного выше в горах;
волновые потоки позволяют планёру иногда подниматься выше 15 км. В ряде стран планеристы имеют право продолжать подниматься в облаках в неконтролируемом воздушном пространстве, однако в большинстве стран пилот обязан прекратить взлёт до достижения нижней части облака (см. Правила визуальных полётов).

### Термики
Термики (термические потоки) — восходящие потоки воздуха, которые образуются из-за нагревания поверхности земли солнечным светом. Если в воздухе содержится достаточно влаги, вода конденсируется из восходящего потока воздуха и образует кучевые облака. Попав в термический поток, пилот обычно поднимается в нём по спирали, удерживая планёр в пределах термика, пока не поднимется настолько высоко, чтобы выйти из потока и лететь к следующему термику в направлении конечного пункта назначения. Скорость подъёма зависит от внешних условий, однако обычной является скорость несколько метров в секунду. Термики также могут образовываться в виде линии (обычно из-за ветра или особенностей ландшафта), создавая своеобразную «улицу облаков». В этом случае они позволяют пилоту лететь прямо, непрерывно поднимаясь вверх.
Когда влажность воздуха невысока или когда инверсия останавливает тёплый воздух слишком высоко, чтобы влага конденсировалась, термики не создают кучевые облака. При отсутствии облаков или пыльных дьяволов, которые обозначают места термик, пилот должен рассчитывать на свои навыки и удачу, чтобы обнаружить их чувствительным вертикальным индикатором скорости (вариометром), который указывает, находится ли планёр на подъёме или на спуске. Типичные места, где можно обнаружить термики — города, свежевспаханные поля и асфальтовые дороги, но термики обычно трудно связать с какой-либо деталью ландшафта. Иногда термики вызваны выхлопными газами от электростанций или пожарами.
Поскольку для полётов в термальных потоках необходимо, чтобы нагревался воздух, такие полёты эффективны только в средних широтах с весны до конца лета. Зимой солнечные лучи могут создать только слабые термики, поэтому планеристы в это время года используют потоки обтекания и волновые потоки.

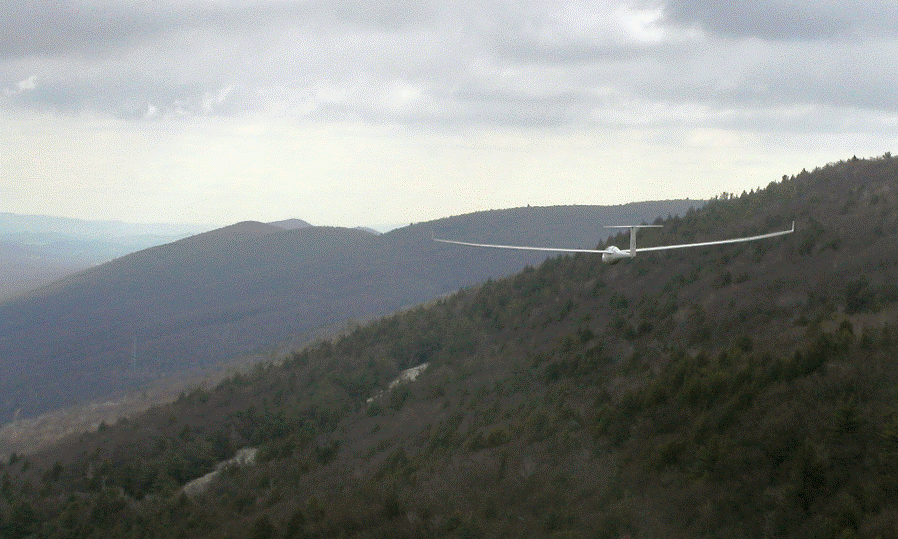
Планёр Scimitar, взлетающий в Лок Хэвен, Пенсильвания, США

### Потоки обтекания
При подъёме в потоке обтекания пилот использует поток воздуха, который поднимается вверх в результате того, что ветер встречает препятствие в виде склона холма или высокого берега. Эти потоки также могут усиливаться термическими потоками от нагрева склонов холмов солнцем.
В местах, где дует постоянный ветер, горные хребты могут обеспечивать наличие вертикального воздушного потока фактически неограниченное время, однако рекорды продолжительности полёта более не признаются из-за опасностей, связанных с усталостью пилота.

Лентикулярное облако, созданное восходящим потоком от горы

### Волновые потоки
Подъём планёра и его удерживание в воздухе с использованием волн в горной местности были исследованы планеристом Вольфом Хирсом в 1933 году.
Планёры могут подниматься в волновых потоках на большие высоты (15 км и больше), поэтому пилоты должны иметь запас кислорода, чтобы избежать гипоксии.
Существование волновых потоков часто сопровождается длинными постоянными лентикулярными облаками, расположенными перпендикулярно к ветру.
Волновые потоки в горах позволили набрать высоту 15 460 м 30 августа 2006 года в Эль Калафате, Аргентина; пилотами были Стив Фоссетт и Эйнар
Эневольдсон, которые пользовались специальными костюмами, компенсирующими давление воздуха.
Разработанный компанией Airbus стратосферный планер Perlan 2 установил новый рекорд высоты полёта. 2 сентября 2018 года Джим Пейн и Тим Гарднер поднялись на высоту 23 203 метров. 
Конструкция Perlan 2 позволяет подниматься на высоту, превышающую 27 километров, а информацию, накопленную в ходе полётов, планируется использовать при разработке летательных аппаратов, в разряжённой атмосфере Марса.
Текущий рекорд дальности полета составляет 3,008 км, принадлежит Клаусу Ольманну (установлен 21 января 2003), он также установлен с использованием волновых потоков в Южной Америке.
Рекорд высоты подъёма одноместного планера установил 25 февраля 1961 американец Пол Бикли (Paul Bikle) — 12894 м над пустыней Мохаве в Калифорнии на Schweizer SGS-1-23E.
Редкий случай волновых потоков, известный как утренняя слава, позволяющий подниматься очень быстро, используется пилотами около залива Карпентария в Австралии весной.

Схема подъёма через фронт морского бриза. Если воздух над поверхностью земли влажный, образуется фронт кучевых облаков.

### Другие способы подъёма
Место встречи двух воздушных масс называется зона конвергенции.
Они могут создаваться морским бризом или в пустынях. Во фронте морского бриза холодный воздух с моря встречается с более тёплым воздухом с земли, в результате чего создаётся граница аналогично холодному фронту. Пилоты планёров могут набрать высоту, двигаясь по месту встречи воздушных масс, как над горным хребтом. Конвергенция может иметь значительные размеры и может дать возможность практически прямого восходящего полёта.
Планеристы могут использовать технику, называемую «динамическое парение», при которой планёр может приобрести кинетическую энергию, неоднократно пересекая границу между массами воздуха различной горизонтальной скорости. Однако такие зоны обычно находятся слишком близко к земле, чтобы безопасно использоваться планёрами.

## Методы запуска
Существует ряд способов запуска планёров, не имеющих двигателей. Планеристы, которые хотят использовать различные методы запуска, должны практиковаться в каждом из них. Правила лицензирования пилотов планёров в некоторых странах различаются между буксировкой самолётом в воздухе и наземными методами запуска из-за больших технических различий в методах.

### Аэробуксировка

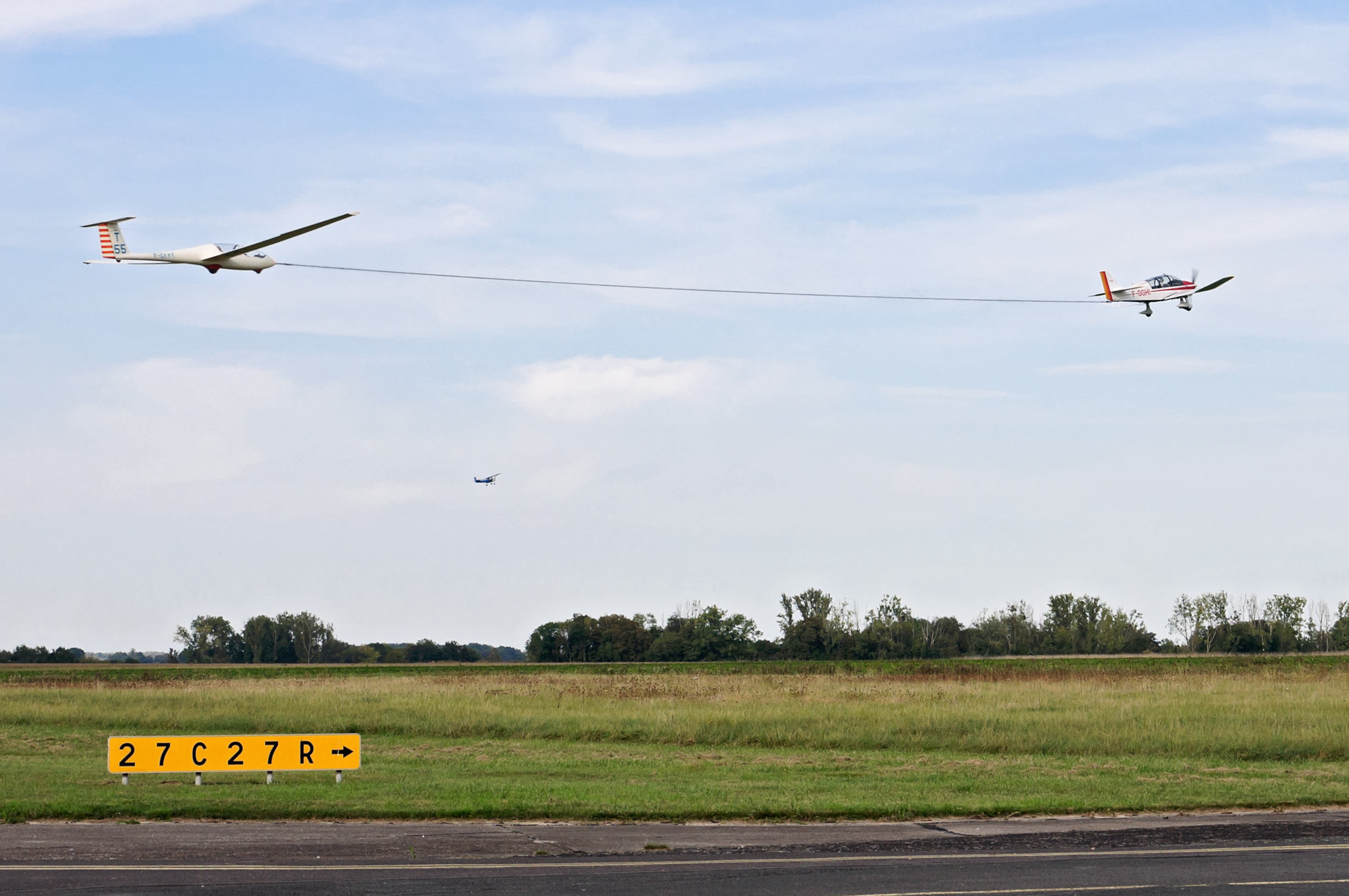
Буксирование самолётом в воздухе: ДР-400 (Robin DR-400) — Grob G103 Twin Astir II

Для буксировки самолётом в воздухе обычно используют одномоторный лёгкий самолёт, однако мотопланёрам также разрешено буксировать планёры. Самолёт буксировки приводит планёр к желаемой месту и высоте, где пилот планёра отпускает фал. Фал имеет разрывное звено, чтобы при превышении расчетной перегрузки, например при сильном рывке, избежать повреждения планёра или самолёта.
Во время буксировки самолётом в воздухе пилот планёра держит планёр в одном из двух положений позади буксирующего самолёта. Эти положения — «низкая буксировка», когда планёр находится ниже турбулентного потока от самолёта, и «высокая буксировка», когда планёр находится выше турбулентного потока. В Австралии общепринята низкая буксировка, в то время как в США и Европе преобладает высокая. Возможна одновременная буксировка двух планёров, в этом случае для планёра в положении высокой буксировки используется короткая верёвка, а для планёра в положении низкой буксировки — длинная.

### Запуск с помощью троса

#### Запуск с помощью лебёдки

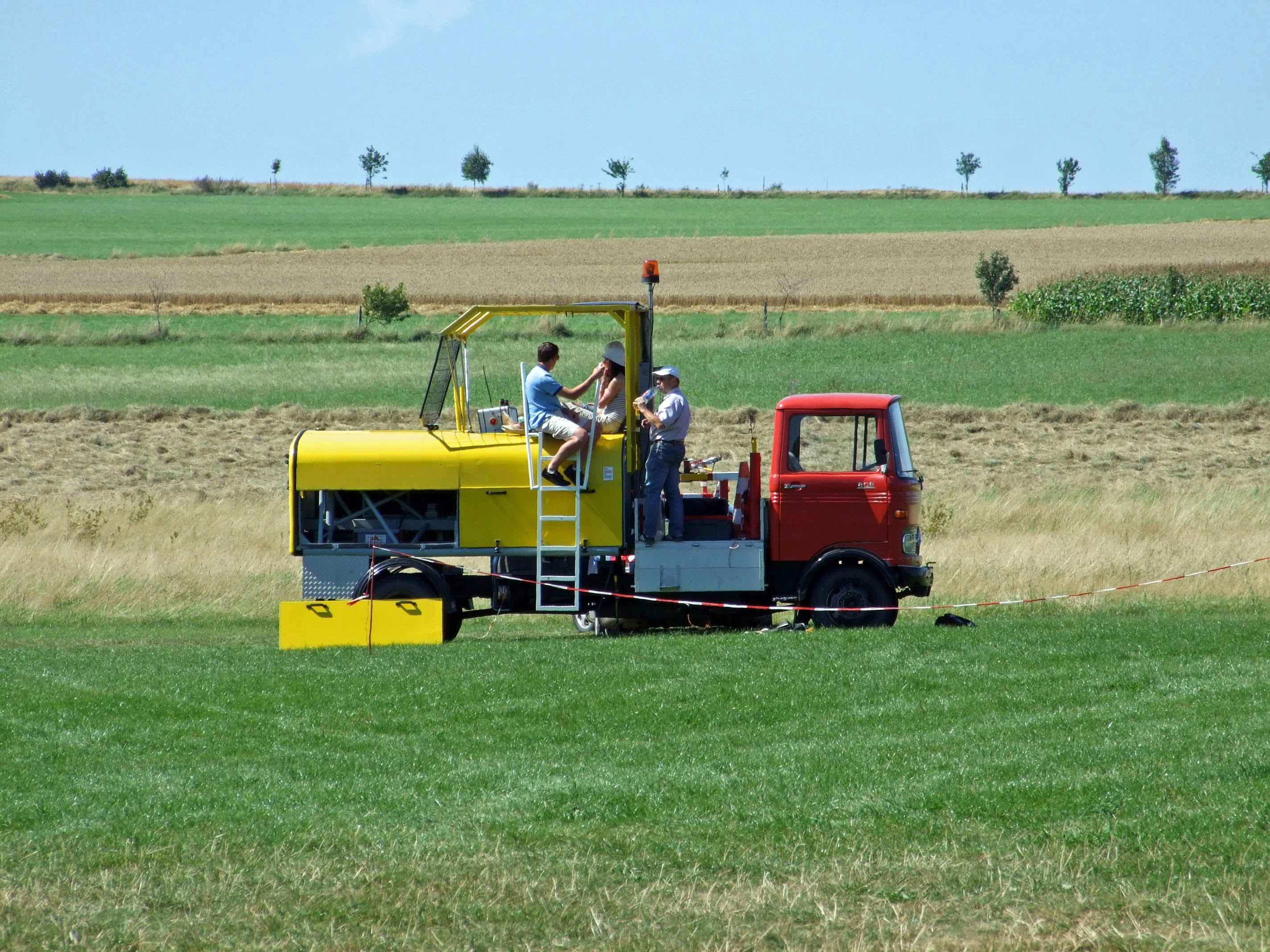
Лебёдка для запуска планёров

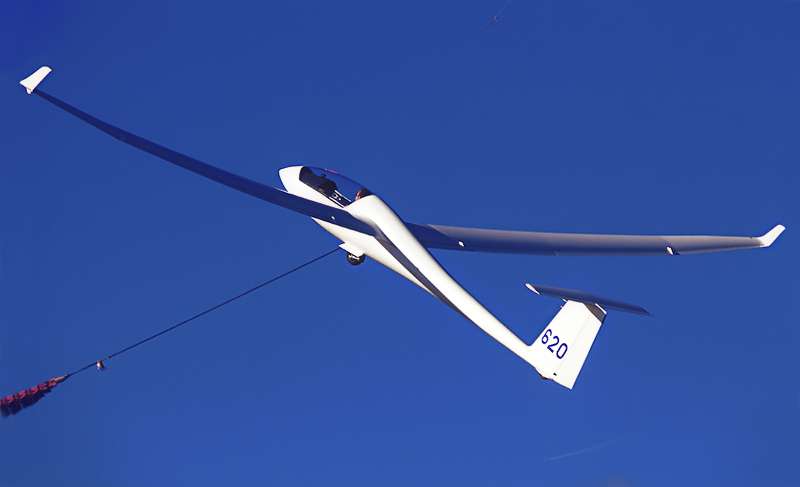
Планёр Ventus 2b, запущенный с помощью лебёдки на аэродроме Лашам.

Планёры часто запускают, используя стационарную лебёдку, установленную на тяжёлой технике. Этот метод широко используется многими европейскими клубами, часто в дополнение к буксированию самолётом в воздухе. Используется обычно большой дизельный двигатель, хотя применяются также гидравлические и электрические двигатели. Лебёдка тянет 1000—1600-метровый трос, сделанный из стального провода или синтетического волокна, прикреплённый к планёру. Трос отцепляется (на планёре есть замок) на высоте от 400 до 700 м после короткого и крутого взлёта.
Главное преимущество запуска с помощью лебёдки — низкая стоимость, однако высота запуска обычно ниже, чем при буксировке самолётом, поэтому полёты короче, если пилот не сможет обнаружить источник подъёма в течение нескольких минут после выпуска троса. Так как есть риск разрыва троса при таком запуске, пилотов учат, как вести себя в такой ситуации.
Лебедка используется как средство запуска в юношеских планёрных школах.

#### Буксировка автомобилем

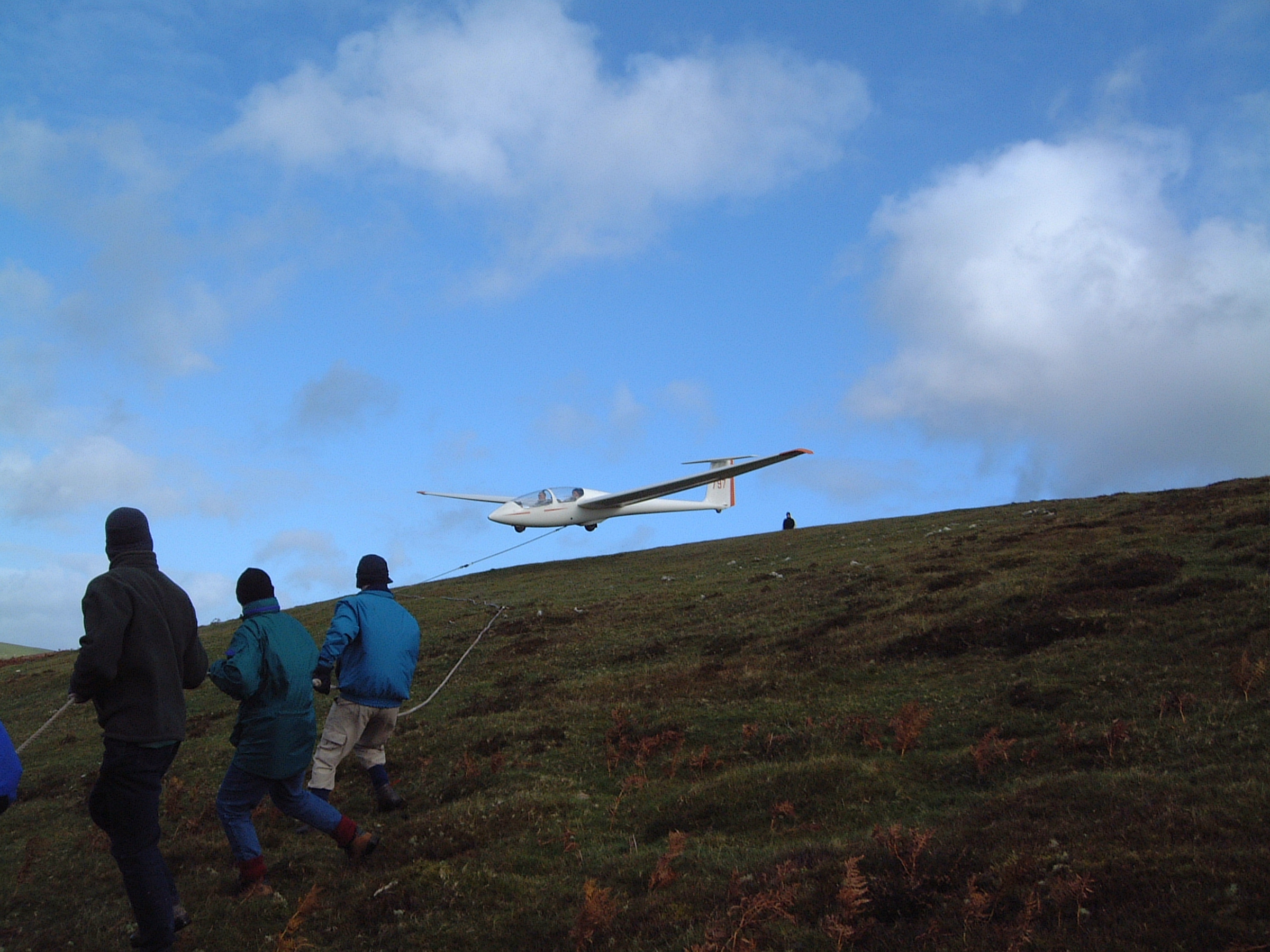
Запуск планёра резиновым шнуром в Лонг Минд (Клуб планёрного спорта Мидланда)

Буксировка автомобилем довольно редко используется в настоящее время. Прямой метод буксировки требует наличия твёрдой поверхности, мощного автомобиля и длинного стального троса. Планёр поднимается подобно воздушному змею на высоту порядка 400 м при хорошем встречном ветре и длине взлётно-посадочной полосы 1,5 км или более. Этот метод также использовался в пустыне на солевых озёрах.
Разновидность буксировки автомобилем — метод «обратного шкива», при котором грузовик движется к планёру, запуская его с помощью троса, проходящим вокруг шкива в дальнем конце лётного поля, эффект аналогичен запуску с помощью лебёдки.

### Запуск резиновым шнуром
Запуск резиновым шнуром широко применялся на заре планёрного спорта, когда планёры запускались с вершины пологого холма в сильный ветер, используя сплетённую резиновую ленту, или «банди». При этом методе запуска, главное колесо планёра находится в маленьком резиновом корытце. Крюк, обычно используемый для запуска лебёдки, присоединяется к середине устройства запуска. Каждый конец при этом тянут три или четыре человека. Одна группа бежит немного левее, вторая — правее предполагаемой траектории запуска. Как только напряжение резиновой ленты становится достаточно высоким, пилот отпускает тормоз колеса, и колесо планёра высвобождается из корытца. Планёр получает достаточно энергии, чтобы оторваться от земли и слететь с холма.

## Полёты на расстояние

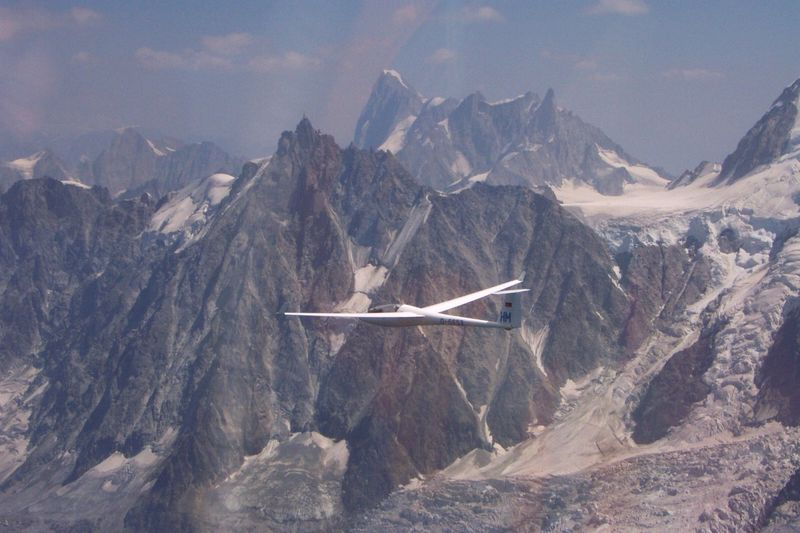
Полёт планёра на расстояние, Альпы

Расстояние, которое планёр может пролететь при каждом метре снижения, определяется аэродинамическим качеством (L/D). В зависимости от класса в современных планёрах оно находится между 44:1 и 70:1. Этот показатель в комбинации с правильными источниками восходящих потоков воздуха позволяет планёрам летать на большие расстояния на высоких скоростях. Рекорд скорости на 1000 км составляет 169,7 км/ч. Даже в местах с менее благоприятными условиями (например, в Северной Европе) самые квалифицированные пилоты совершают перелёты свыше 500 км каждый год. Например, один из ранних мировых рекордов дальности планёрного полёта с посадкой в заданной точке был поставлен советской планеристкой, мастером спорта международного класса Мариной Африкановой 14 июня 1964 года в полёте между аэродромами Мячково и Куликовский с дальностью 609,033 км.
Начинающие планеристы обязаны находиться в пределах границ зоны их домашнего аэродрома при самостоятельных полётах. Полёты на расстояние разрешаются, если они имеют достаточный опыт, чтобы находить источники подъёма вдали от домашнего аэродрома, летать и приземляться в незнакомых местах при необходимости. Поскольку технический уровень планёров значительно вырос в 1960-х годах, концепция полёта на максимально возможное расстояние стала непопулярна, так как требовались значительные усилия для возвращения планёра. Пилоты сегодня обычно планируют курс вокруг точки (называемой «задачей») через поворотные пункты, возвращаясь в конце полёта к отправной точке.
Кроме состязаний в дальности полёта планеристы на соревнованиях также принимают участие в гонках друг с другом. Побеждает в этих гонках тот. кто быстрее пройдёт дистанцию либо, при плохих погодных условиях, тот, кто пролетит как можно дальше по маршруту. Результаты расстояния свыше 1000 км и скорости 120 км/ч давно не являются необычными.
В первых соревнованиях по планёрному спорту наземные наблюдатели подтверждали прохождение поворотных точек. Впоследствии планеристы сами фотографировали эти точки и представляли фотографии для проверки. Сегодня на планёрах устанавливается специальная аппаратура, которая отмечает местонахождение планёра каждые несколько секунд, используя GPS-трекер. Эта аппаратура обеспечивает доказательство того, что пилот прошёл нужные поворотные точки.
Национальные соревнования обычно длятся одну неделю, международные соревнования — две. Победитель — пилот, который прошёл самое большое количество точек за все дни соревнования. Однако эти соревнования пока ещё не привлекли большого интереса вне сообщества планеристов по ряду причин. Так как одновременный старт нескольких планёров опасен, пилоты выбирают время своего старта сами. Кроме того, зрители не видят планёры долгое время в течение каждого дня соревнования, а определение победителя довольно сложно, поэтому соревнования планеристов трудны для телевизионных трансляций.
С целью популяризации планёрного спорта были организованы соревнования в новом формате — Гран При. Основными нововведениями в формате Гран При стали одновременный запуск небольшого количества планёров, круговой маршрут по которому участники проходят по нескольку раз, и упрощенное определение победителя. Существует децентрализованное соревнование, результаты которого фиксируются через интернет, называемое Online Contest, в котором пилоты загружают файлы данных GPS и победитель определяется по преодолённому расстоянию. 7 800 пилотов со всего мира приняли участие в этом соревновании в 2006 году.

### Максимизация скорости
Пионеру планёрного спорта Полу Маккриди обычно приписывают разработку математической модели оптимизации скорости при полётах на расстояние, однако она была изначально описана Вольфгангом Шпэте (который позднее стал известным полётами на истребителе Messerschmitt Me.163 Komet в начале Второй мировой войны) в 1938. Теория оптимальной скорости полёта позволяет вычислить оптимальную крейсерскую скорость при перелётах между термиками, при этом в расчёт берутся сила термика, характеристики планёра и другие переменные. Она объясняет тот факт, что если пилот с большей скоростью перелетает между термиками, то и следующего теплового потока он достигнет быстрее. Однако при высоких скоростях планёр также быстрее снижается, что требует от пилота больше времени тратить на подъём. Скорость Маккриди представляет собой баланс по времени между перелётом между термиками и подъёмом в восходящем потоке. Большинство пилотов на соревнованиях используют теорию Маккриди для оптимизации скорости полёта, пользуясь при этом специальными компьютерными программами. Самым важным фактором в максимизации скорости, тем не менее, остаётся способность пилота найти самый сильный восходящий поток.
При полётах на расстояние, если прогнозируются сильные вертикальные воздушные потоки, пилоты берут водяной балласт, который обычно находится в цистернах внутри крыла. Балласт позволяет увеличить скорость полета, на которой достигается максимальное аэродинамическое качество планера, но повышает скорость снижения. Но если подъём силён, обычно в термиках или волнах, недостатки более медленных подъёмов перевешиваются более высокими скоростями перелёта между областями подъёма. Таким образом, пилот может повысить скорость прохождения маршрута на несколько процентов и пройти большее расстояние за то же самое время. Если подъём более слаб, чем ожидалось, или если неизбежно незапланированное приземление, пилот может уменьшить скорость снижения, сбросив водяной балласт.

### Значки
Достижения в планёрном спорте отмечаются специальными значками с 1920-х годов. Для значков низкого уровня, таких как за первый самостоятельный полёт, национальные ассоциации планёрного спорта устанавливают собственные критерии. Как правило, бронзовый значок отмечает готовность пилота к полётам на расстояние, в том числе точные посадки и засвидетельствованные парящие полёты. Значки более высокого уровня вручаются по стандартам, утверждённым Международной авиационной федерацией (FAI).
Спортивный Кодекс FAI определяет правила для устройств наблюдения и регистрации данных полёта, чтобы подтвердить выполнение требований к значкам, которые определяются километрами пройденного расстояния и метрами набранной высоты. Серебряный-C значок был введён в 1930. Серебряный значок вручается планеристам, которые достигли высоты по крайней мере 1000 м, совершили полёт продолжительностью как минимум 5 часов, и пролетели по прямой по крайней мере 50 км: эти три результата как правило, но не обязательно, достигаются в разных полётах. Золотой и Алмазный Значки требуют от пилота более высокого подъёма и более дальнего расстояния. Пилот, который выполнил три требования для получения Алмазного Значка, пролетел 300 км к конкретной цели, пролетел 500 км в одном полёте (но не обязательно к конкретной цели) и набрал 5000 м высоты. FAI также выдаёт дипломы для полётов протяжённостью 1,000 км и дипломы для больших расстояний с шагом в 250 км.

### Приземление
Если возможность для подъёма не найдена в течение полёта на расстояние, например из-за ухудшающейся погоды, пилот должен выбрать площадку и приземлиться. Хотя это крайне нежелательно и часто опасно, «вынужденная посадка», или подбор площадки с воздуха — обычный случай при полётах планеристов по маршрутам. Пилот должен выбрать площадку, где планёр может благополучно приземлиться, без нанесения ущерба зерновым культурам или домашнему скоту.
Планёр и пилот(ы) могут быть эвакуированы с места приземления с помощью специального трейлера. Кроме того, если планёр приземлился в подходящем месте, может быть вызван самолёт буксировки (если владелец собственности даст разрешение на это). Пилот планёра обычно оплачивает всё время, когда самолёт буксировки находится в воздухе, и прилёта, и возвращения на аэродром, поэтому такая альтернатива может оказаться дорогой.

### Использование двигателей

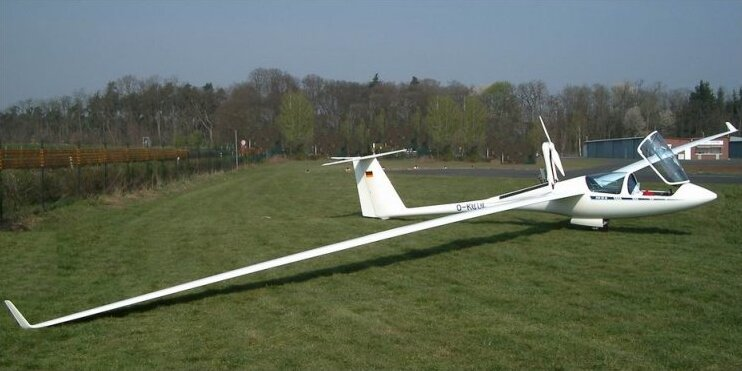
ASH25M — двухместный мотопланёр.

С целью избежания неудобств приземления некоторые планёры — мотопланёры, изначально оборудуются небольшим двигателем и выдвигающимся пропеллером (которые увеличивают его вес и стоимость). Используются две основные категории двигателей: более мощные, делающие возможным самостоятельный взлёт, и менее мощные 'маршевые' двигатели, которые могут продлить полёт, но недостаточно мощны для взлёта. Двигатели должны запускаться на высоте, которая ещё позволяет безопасную вынужденную посадку на случай, если двигатели не запустятся в воздухе.
На соревнованиях запуск двигателя приравнен к посадке в той точке, где запущен двигатель, и маршрут считается не пройденным. Планёры без двигателя легче и, поскольку они не нуждаются в запасе высоты для запуска двигателей, они могут благополучно использовать термики с более низких высот в более слабых воздушных потоках. Пилоты на немоторизированных планёрах иногда могут пройти весь соревновательный маршрут, в то время как моторизированные конкуренты в тех же условиях не могут. Наоборот, пилоты мотопланёров могут запустить двигатель, если погодные условия более не дают возможности для парения, в то время как планёры без мотора должны будут приземлиться вдали от домашнего аэродрома, в результате чего необходимо нести расходы по вызову трейлера. Мнения планеристов расходятся, легче ли летать, если двигатель всегда доступен, или же на чистых планёрах.

## Высший пилотаж

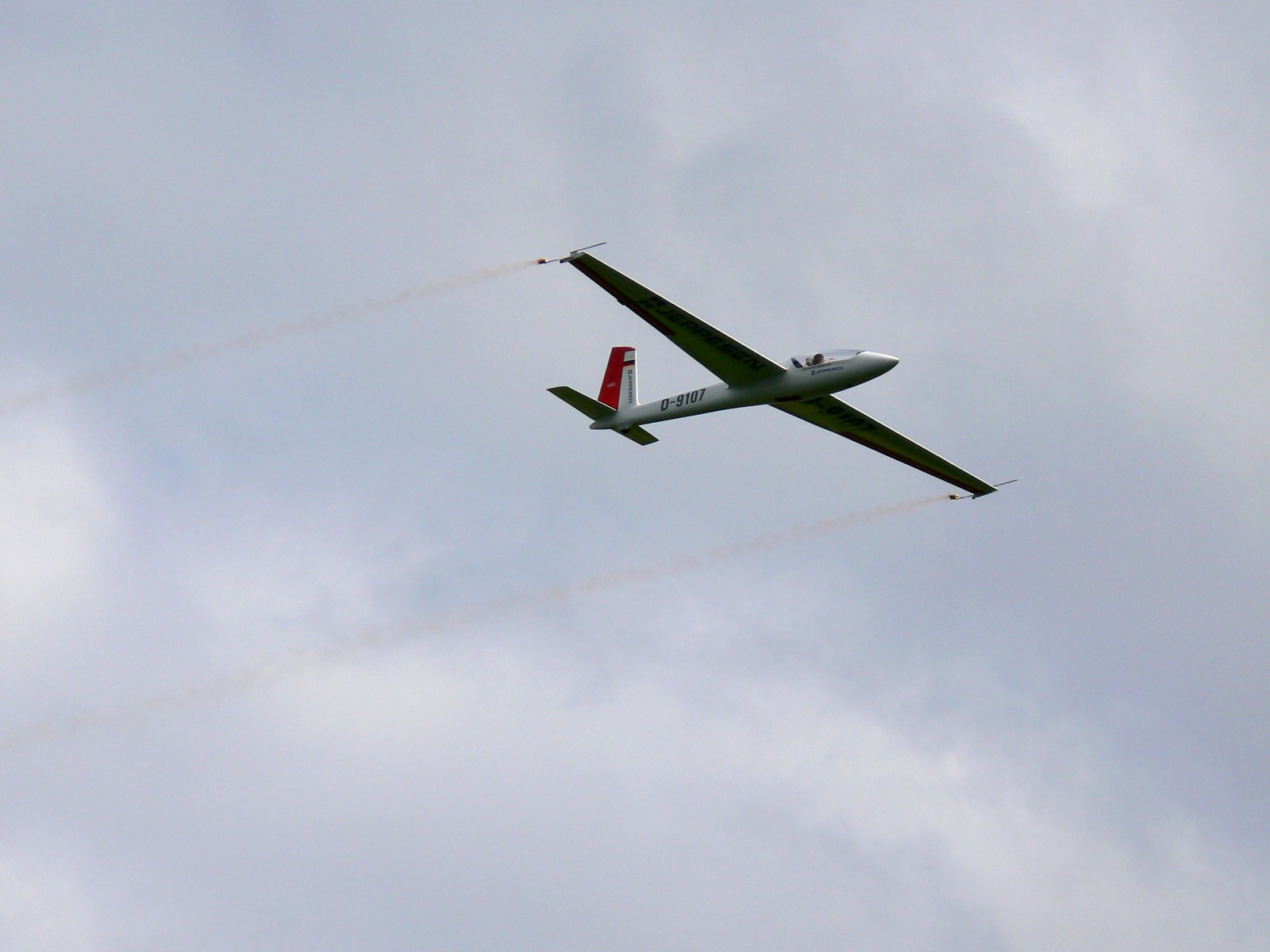
S-1 Swift — современный пилотажный планёр

Соревнования высшему пилотажу среди планеристов проводятся регулярно.
В этом виде соревнований, пилоты выполняют программу манёвров (таких как перевёрнутый полёт, петля, бочка, а также различные комбинации). Каждый манёвр имеет оценку сложности, называемую «K-фактором». Максимальное количество очков манёвр получает, если он совершён идеально; иначе очки вычитаются. Эффективные манёвры также дают возможность целую программу завершить на доступной высоте. Победитель — пилот с большим количеством очков.

## Риски
Планёры, в отличие от дельтапланов и парапланов, окружают пилота прочной оболочкой, поэтому большинство инцидентов не причиняет травм, однако риски травматизма существуют.
Обучение и безопасность процедур в планёрном спорте находятся на высоком уровне. Тем не менее, ежегодно происходят несколько фатальных инцидентов; почти все они вызваны ошибкой пилотов. Наиболее высок риск столкновений в воздухе между планёрами из-за того, что пилоты склонны выбирать одни и те же места для подъёма. С целью избежания столкновений с другими планёрами и самолётами общей авиации пилоты должны соблюдать правила полётов и быть очень внимательны. Они обычно надевают парашюты. В ряде европейских стран и Австралии используется система предотвращения столкновений планёров FLARM.

## Проблемы развития планёрного спорта
Развитию планёрного спорта препятствует ряд проблем:
- Планёрный спорт отнимает много времени: на полёты обычно уходят целые дни, и люди в наше время находят всё меньше времени для своего увлечения. В результате средний возраст пилотов планёров возрастает.
- Воздушное пространство: во многих европейских странах растёт интенсивность воздушного движения коммерческих самолётов, что приводит к сокращению свободного воздушного пространства для планеристов.
- Конкуренция с другими похожими видами спорта: более доступные виды спорта как дельтапланеризм и парапланеризм привлекают потенциальных пилотов планёра.
- Недостаток рекламы: без телевизионных передач о планёрном спорте многие люди не знают о соревнованиях по планёрному спорту
- Увеличение затрат, в первую очередь из-за роста стоимости топлива и страхования, а также из-за более высоких требований, в частности к использованию специального оборудования.

## Обучение полётам на планёре

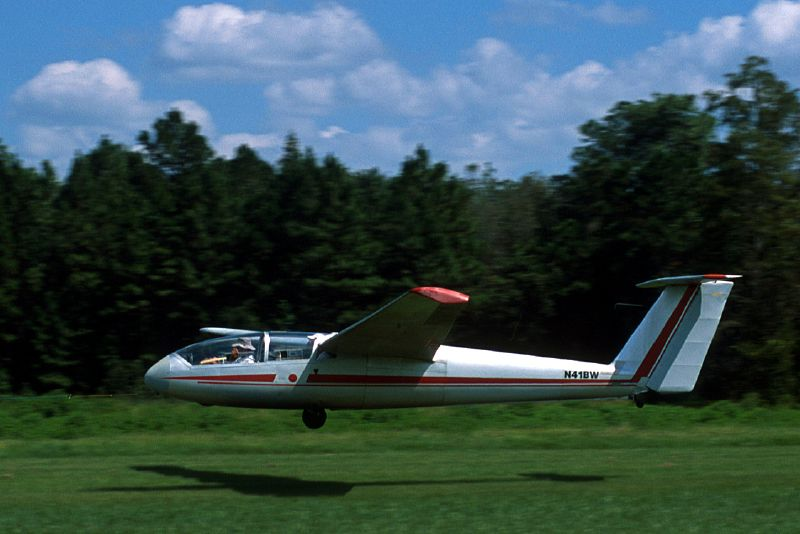
Super Blanik L-23, распространённый учебный планёр

Большинство клубов предлагает обучение полётам на планёре. Национальные ассоциации планёрного спорта поддерживают клубы-члены этих ассоциаций по вопросам подготовки планеристов. Поскольку большинство планёров разработано с одинаковыми требованиями безопасности, верхний предел веса для пилотов с учётом веса парашюта обычно составляет 103 кг. Люди с ростом выше 193 см также могут иметь определённые проблемы. Ученики летают с инструктором на двухместном планёре со спаренным управлением. Инструктор осуществляет первые запуски и приземления, обычно с заднего места, а ученик управляет планёром в полёте. Некоторые клубы предлагают курсы обучения в течение нескольких дней, осуществляя запуски попеременно с помощью лебёдки и буксировкой самолётом в воздухе. Может потребоваться как минимум 50 учебных полётов обучения прежде, чем ученик сможет совершить первый самостоятельный полёт.
Если при обучении для запуска используются лебёдки, стоимость обучения будет намного меньше, чем при запуске буксировкой самолётом. Обучение буксировкой самолётом в воздухе обходится дороже, чем с использованием лебёдок, хотя необходимо меньшее количество запусков (только 30). В обучении также используются симуляторы, особенно в случае плохой погоды.
После первого самостоятельного полёта обучение с инструктором продолжается, пока ученик не приобретёт навыки полёта по маршрутам с возвращением. В большинстве стран пилоты должны сдавать экзамены по управлению, навигации, использованию радио, погоды, принципов полёта и человеческого фактора.

## Родственные воздушные виды спорта
Дельтапланеристы использует более простой и дешёвый летательный аппарат балансирного управления, тогда как пилоты планёра используют аэродинамическое управление. Дельтапланы обычно используют крыло из ткани, натянутой на твёрдый каркас. Более низкое аэродинамическое качество этих крыльев и значительно более низкие полетные скорости не позволяют совершать полёты на расстояния, доступные планёристам. В отличие от крыла дельтаплана, крыло параплана не имеет каркаса, его форма полностью формируется давлением воздуха. Аэродинамическая эффективность парапланов ещё ниже, и полёты на расстояние на них ещё короче. Однако, дельтапланеристы, а тем более парапланеристы, в силу невысокой скорости и компактности их аппаратов, в состоянии набирать высоту, обрабатывая даже самые узкие термические потоки, такие, которые планерист даже не заметит.